# Lilia Buckingham
Lilia Buckingham (Beverly Hills, 9 de abril de 2003) es una personalidad de internet, actriz, bailarina, escritora y productora estadounidense.

## Primeros años y educación
Buckingham nació y creció en Beverly Hills, California, hija de Jane (de soltera Rinzler) y Marcus Buckingham. Tiene un hermano mayor, Jack. Buckingham se graduó de la Escuela Laurel Springs y a 2025 estudia guionismo y producción cinematográfica en la Universidad de Boston.

## Carrera
Buckingham comenzó a actuar en producciones locales de teatro musical a temprana edad. Participó en competiciones de baile con MNR Dance Factory, donde conoció y se hizo amiga de Mackenzie y Maddie Ziegler, y comenzó a desarrollar su plataforma en línea. Junto con su hermano mayor, Jack, cofundaron Positively Social, una organización contra el ciberacoso.
Buckingham debutó en televisión en 2012 con un papel secundario en un episodio de Modern Family. Empezó a trabajar con Brat en 2018, interpretando a Autumn Miller en la serie web Dirt. El personaje también ha aparecido en otras series como Chicken Girls, Total Eclipse y Zoe Valentine, así como en la película de Brat de 2019, Spring Breakaway. También participó en el programa de entrevistas de la cadena, Brat Chat.
En noviembre de 2018, Buckingham y Emily Skinner lanzaron un sencillo, «Denim Jacket», y donaron una parte de las ganancias a GLAAD.
Buckingham presta su voz a Heather Masterson, la narradora epistolar de la serie de Brat Crown Lake, que coproduce con Sara Shepard. Su otro trabajo cinematográfico incluye la dirección y producción de un video musical para el sencillo de 2019 de Jillian Shea Spaeder, "Something Better", que recibió elogios en varios festivales de cine. Ella y Spaeder, su entonces novia, escribieron y protagonizaron el cortometraje Pink.
Buckingham y Shepard escribieron posteriormente en coautoría una novela para adultos jóvenes, Influence, sobre el mundo de los influencers de las redes sociales.
En 2022, Buckingham protagonizó la serie de Meet Cute, "A Pool For Love". La historia se desarrolla en una piscina pública de Florida, donde el personaje de Buckingham, Jordan, es el nuevo jefe de salvavidas. Marissa, la nueva chica del barrio, se une al equipo de salvavidas y convierte el verano de Jordan en un caos mientras ella comienza a explorar su propia sexualidad y a sentir algo por Marissa.

## Filmografía

### Televisión
| Año       | Título            | Personaje               | Notas                                    |
| --------- | ----------------- | ----------------------- | ---------------------------------------- |
| 2012      | Familia moderna   | Truco o trato #2        | Episodio: "Casa Abierta de los Horrores" |
| 2018      | Chicas pollo      | Otoño Miller            | Papel recurrente (temporada 2)           |
| 2018–2019 | Eclipse total     | Otoño Miller            | Papel recurrente (temporada 1-3)         |
| 2018–2019 | Suciedad          | Otoño Miller            | Rol principal                            |
| 2018      | Charla de mocosos | Sí misma                | 6 episodios                              |
| 2019      | Zoe Valentine     | Otoño Miller            | Papel principal (temporada 2)            |
| 2019–2022 | Lago de la corona | Heather Masterson (voz) | Rol principal                            |

### Películas
| Año  | Título                | Personaje     | Notas        |
| ---- | --------------------- | ------------- | ------------ |
| 2013 | Buenos días América   | Modelo        | Cortometraje |
| 2018 | Voces                 | Chica         | Cortometraje |
| 2019 | Escapada de primavera | Otoño Miller  |              |
| 2020 | Eso cuenta            | Lauren        | Cortometraje |
| 2021 | Rosa                  | Elodia        | Cortometraje |
| 2022 | Abracadabra 2         | Cassie Traske |              |

### Vídeos musicales
| Canción                  | Año  | Artista                            | Notas    |
| ------------------------ | ---- | ---------------------------------- | -------- |
| "Día y noche"            | 2016 | Johnny Orlando y Mackenzie Ziegler |          |
| "¿Dónde estaría sin ti?" | 2017 | Kendall Vertes                     |          |
| "No me hagas adivinar"   | 2018 | Annie LeBlanc                      |          |
| Chaqueta vaquera         | 2018 | Emily Skinner                      |          |
| "En el medio"            | 2018 | AUSTN                              |          |
| "Sin frenos"             | 2019 | Sophie Michelle                    |          |
| "Algo mejor"             | 2019 | Jillian Shea Spaeder               | Director |
| "Alaska"                 | 2020 | Aliá Moulden                       |          |